# مازراتی میسترال

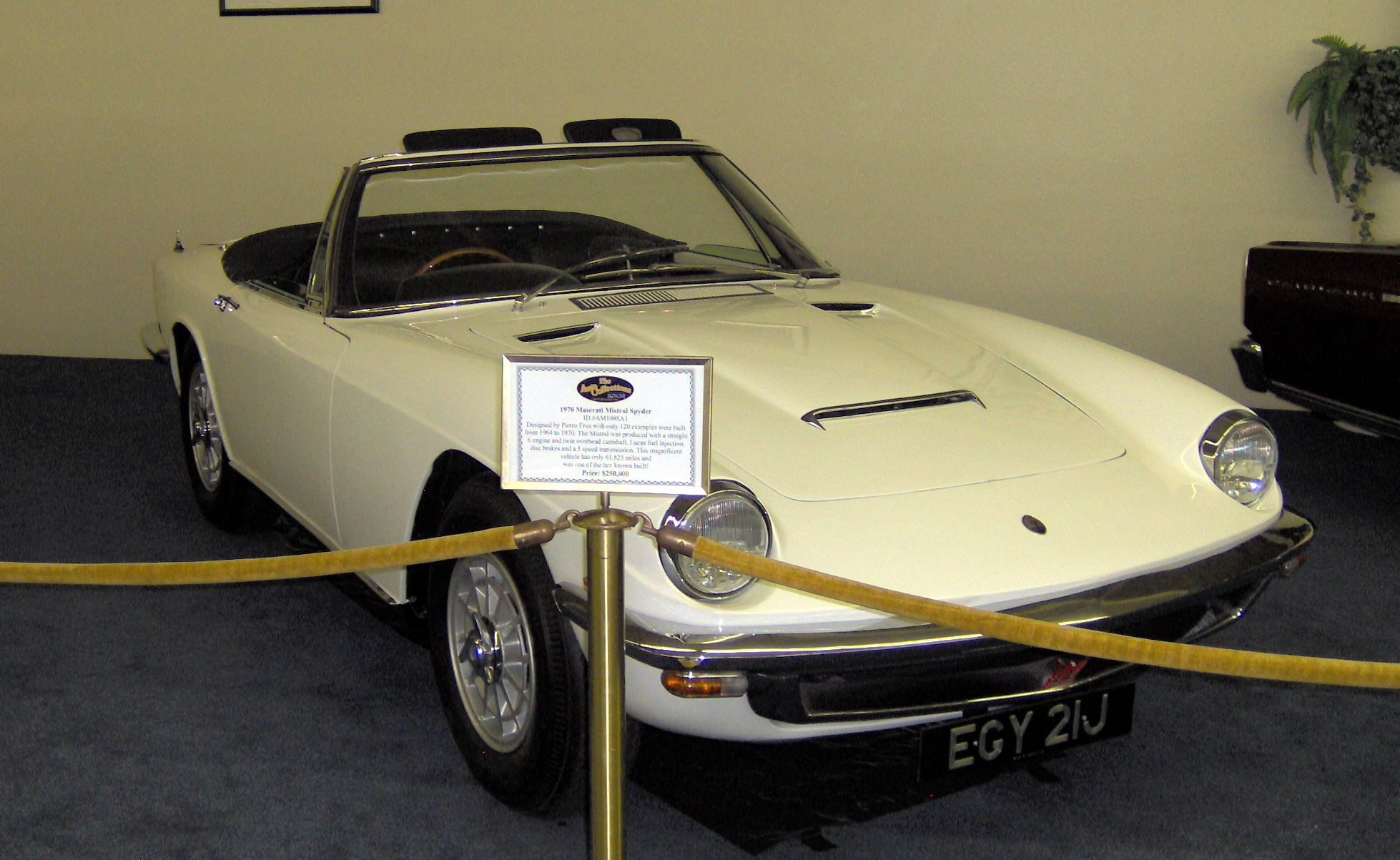

مازراتی میسترال (Maserati Mistral) خودرویی است که در سال‌های ۱۹۶۳ تا ۱۹۷۰ تولید شده است.
این خودرو در کلاس خودرو GT قرار گرفته و است. سیستم جعبه‌دندهٔ آن ۵ دنده است.

## نگارخانه

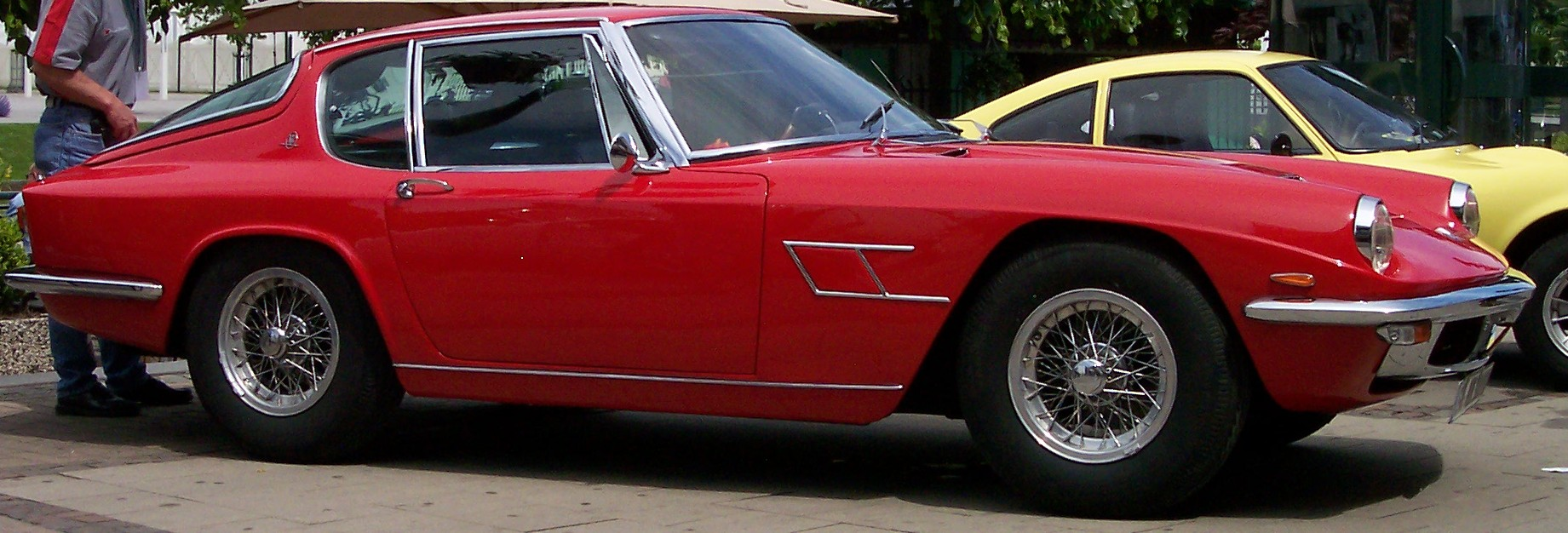
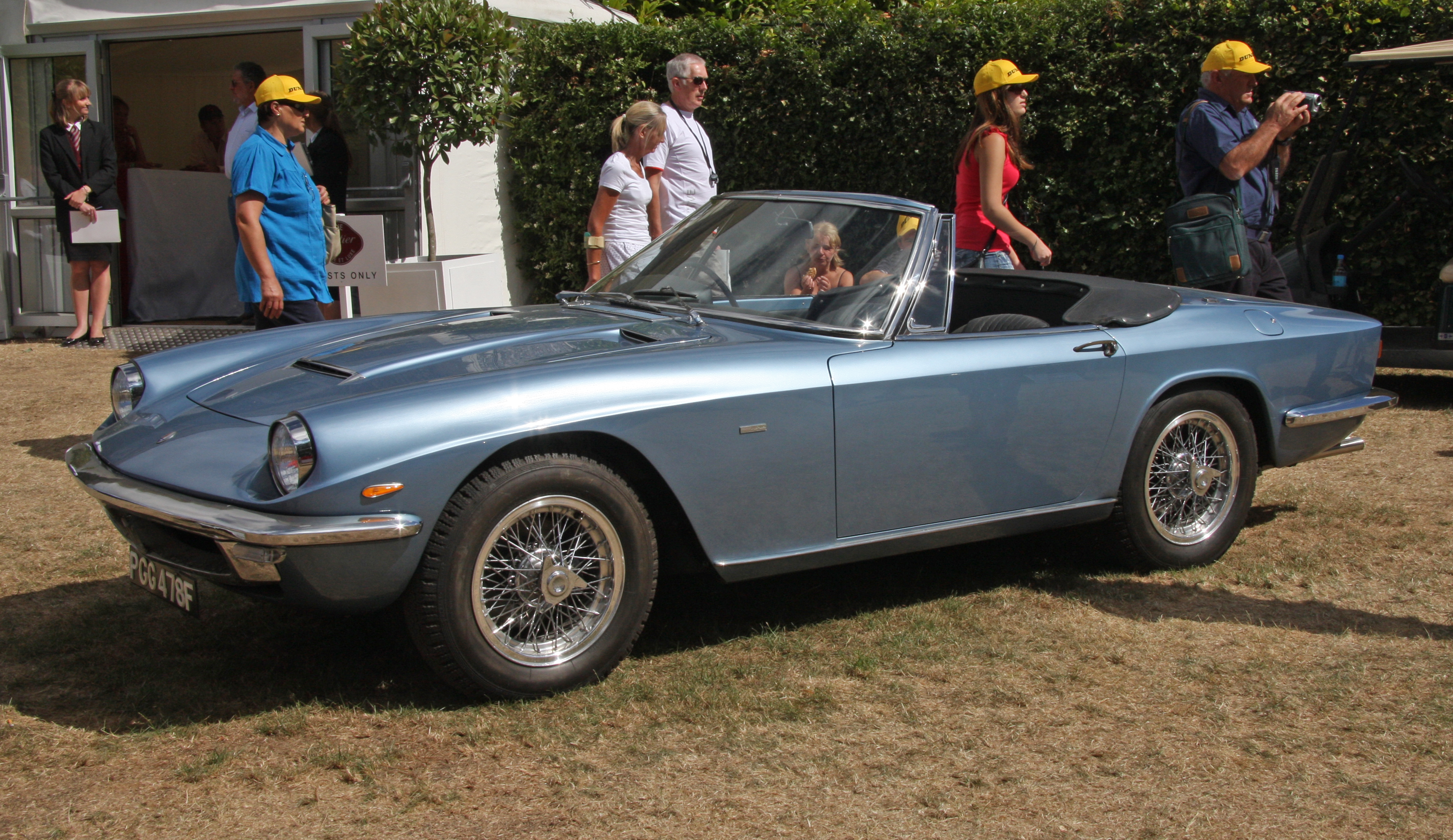
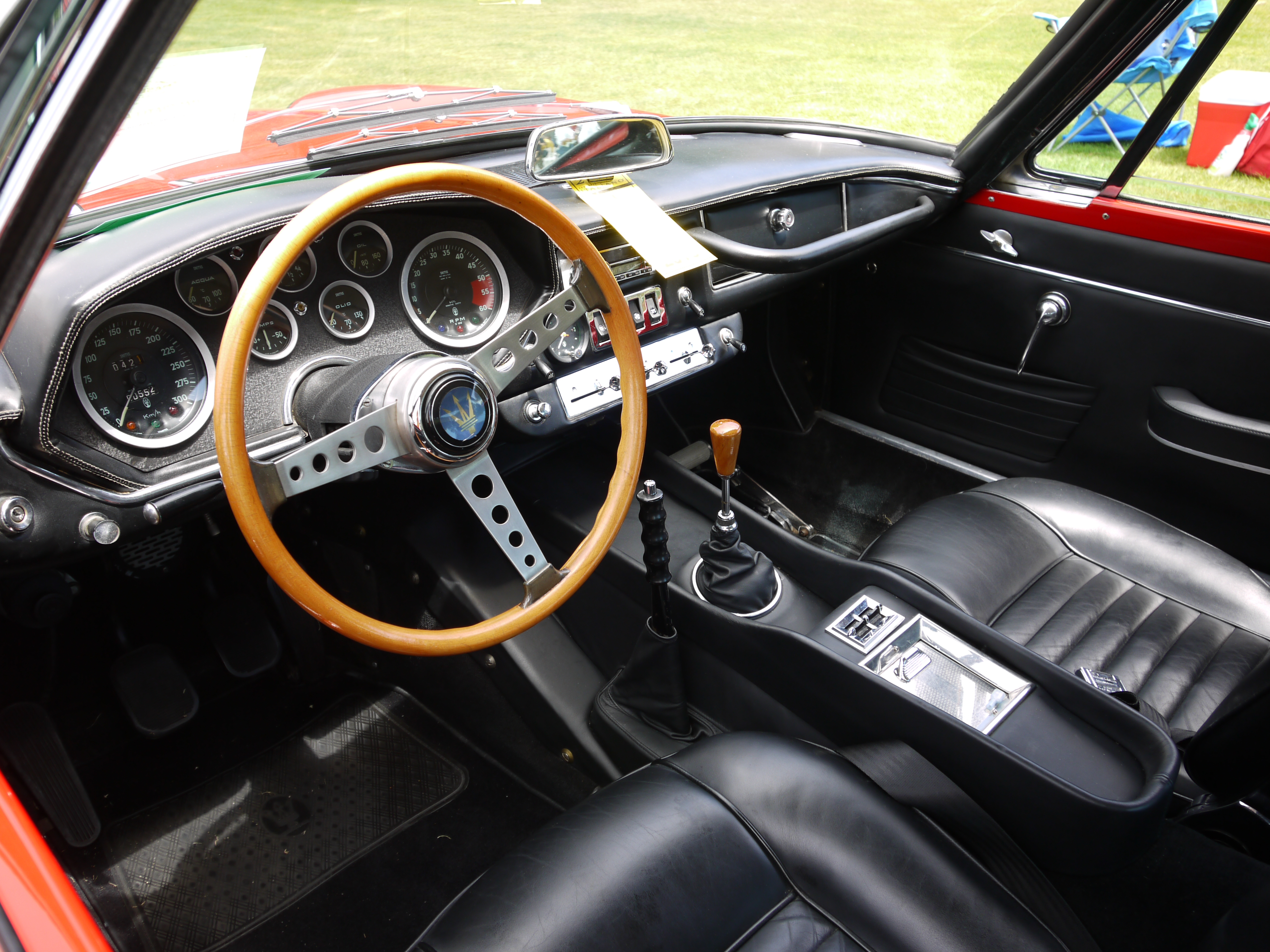